# Auwallenburg

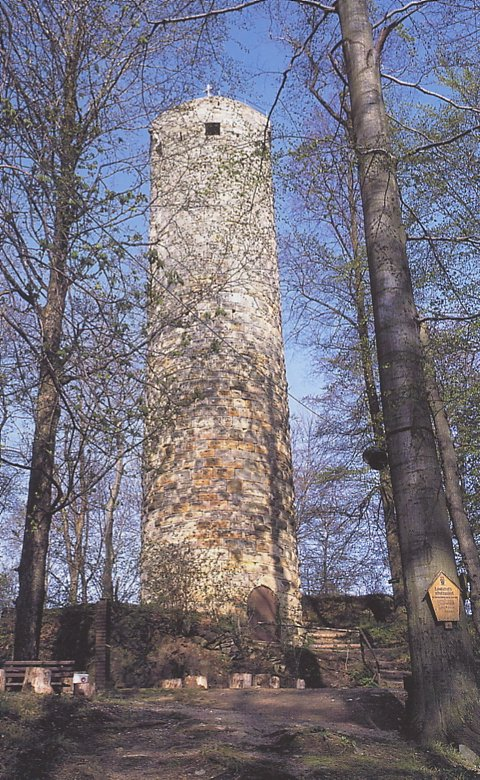
Blick zur Ruine Wallenburg

Auwallenburg ist ein Bestandteil des Ortsteiles Trusetal der Stadt Brotterode-Trusetal im Landkreis Schmalkalden-Meiningen in Thüringen. Die spätestens im 14. Jahrhundert entstandene Siedlung Auwallenburg bestand als eigenständiger Ort bis 1936 und bildete dann den Ort Herges-Auwallenburg. Der Ort gehörte zum Amt Schmalkalden der hessischen Herrschaft Schmalkalden.
1416 wurde die zu Füßen der Burg Wallenburg gelegene Hörigensiedlung Aue genannt. Der in Deutschland häufig verwendete Ortsname bedurfte einer Ergänzung: ab 1720 wurde dieser Ortsname in Au-Wallenburg geändert und ab 1832 wurde Aue-Wallenburg gebräuchlich. Schon zu Ende des 16. Jahrhunderts wurden 52 Haushalte im Talgrund erwähnt, noch bestimmte die Landwirtschaft und das Köhlerhandwerk das Leben der Waldbauern. Ein kleiner Steinbruch diente der Eigenversorgung mit Baumaterial. Eine Schwerspatgrube war das erste Bergwerk in der Ortslage, durch den sich rasch ausdehnenden Bergbaubetrieb kam es im 18. Jahrhundert zum allmählichen Verschmelzen des Ortskerns von Auwallenburg mit dem angrenzenden Herges.
Die Gemeinde Trusetal wurde am 1. Juli 1950 durch Zusammenschluss der Orte Herges-Auwallenburg, Trusen, Elmenthal und Laudenbach gegründet. 1994 kam noch der Ort Wahles dazu. 2011 wurde Brotterode nach Trusetal eingegliedert und in Brotterode-Trusetal umbenannt.

## Verkehr

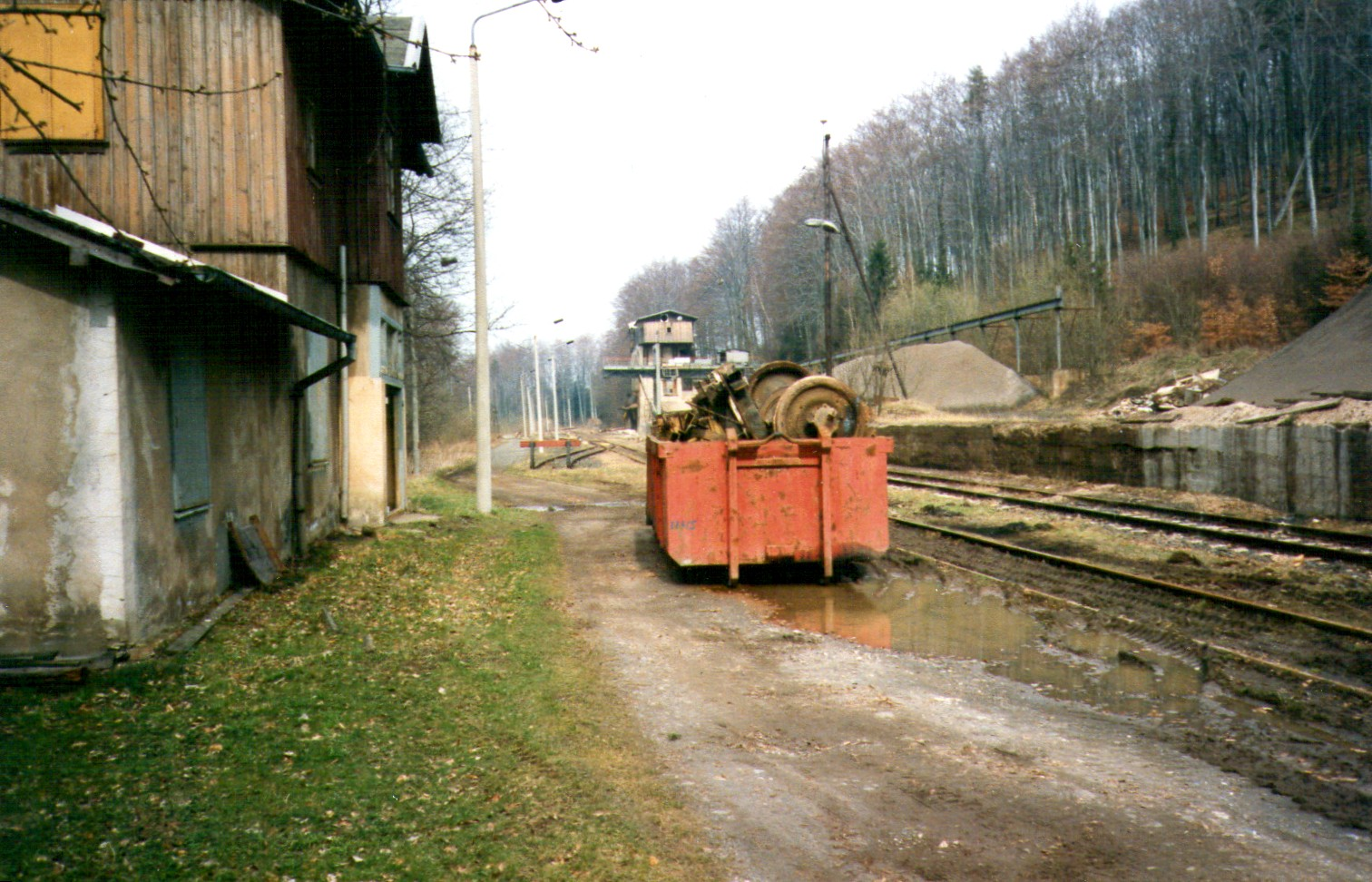
Haltepunkt Auwallenburg, 1994

Der Haltepunkt Auwallenburg lag an der Bahnstrecke Kleinschmalkalden–Brotterode.